# Авангард (мини-футбольный клуб, Монастырище)
«Авангард» (Монастырище) — украинская мини-футбольная команда, участник чемпионата Украины по мини-футболу.

## История

### Футбольный клуб
Команда «Авангард» была организована в конце семидесятых годов 20 века благодаря финансированию машиностроительного завода. Играет на областном уровне. Наивысшее достижение — Кубок области 2006 года.

### Мини-футбольный клуб
В 1990 году «Авангард» принял участие в первом розыгрыше Кубка Украины по мини-футболу, прошедшем с 10 по 13 октября в Днепропетровске.
В 1992 году «Авангард» занял последнее, тринадцатое место в розыгрыше чемпионата Украины по мини-футболу, набрав по ходу турнира всего 2 очка. В 1994 году команда заняла двенадцатое место среди четырнадцати участников высшей лиги чемпионата Украины. В следующем, 1995 году команда участвовала в первой лиге первенства Украины, но и в нём выступила неудачно — девятое место из одиннадцати.
Одноимённый футбольный клуб выступает в чемпионате и кубке Черкасской области по футболу.